# Hustopečská místní dráha
Hustopečská místní dráha (ve zkratce ALB od Auspitzer Lokalbahn) byla společnost, která vybudovala přípojnou železniční trať ze Šakvic (původně Hustopeče-Severní dráha) do Hustopečí (Hustopeče-město). Provoz na této železnici začal dne 18. července 1894. Trať i objekty v jejím okolí vlastnila společnost až do jejího znárodnění v roce 1945. Provoz na trati však zajišťovala pouze do konce března 1900. Od 1. dubna 1900 zajišťovala provoz na trati společnost Severní dráha císaře Ferdinanda (KFNB), kterou 1. ledna 1907 vystřídaly Rakouské státní dráhy (KkStB). Po vzniku Československa (28. října 1918) zajišťovaly provoz na trati Československé státní dráhy (ČSD).
Koncese ke stavbě a provozování trati spojená se založením akciové společnosti byla právním zástupcům udělena 20. dubna 1894. Vybudování trati za městskou radu prosadil a prvním koncesionářem společnosti ALB se stal obchodník a továrník Jakob Redlich. Stavební práce provedl hustopečský stavitel Adolf Aschkenes.

## Lokomotivy
Společnost pro dopravu po trati ze Šakvic do Hustopečí zakoupila roku 1894 dvě malé tendrové lokomotivy řady 200.0 na mokrou páru vyrobené v lokomotivce Krauss & Comp. v rakouském Linci. První stroj nosil jméno Auspitz, tedy „Hustopeče“, druhý Therese.